# Westelijke Eilanden
Les Westelijke Eilanden (les « Îles de l'ouest » en néerlandais) forment un quartier de l'arrondissement Centrum d'Amsterdam, composé d'un ensemble de trois îles, Bickerseiland, Prinseneiland et Realeneiland. Il est délimité par l'IJ et le Westerdok à l'est, et le quartier de Zeeheldenbuurt au nord. Au sud, le quartier est délimité par la ligne de chemin de fer qui relie la gare centrale d'Amsterdam à celle de Sloterdijk, tandis que le Westerkanaal sépare le quartier du Planciusbuurt à l'est. Les Westelijke eilanden constituent le cœur du quartier du Gouden Reael, une partie de l'arrondissement de Centrum, qui regroupe la Westerdokseiland voisine, le Haarlemmerbuurt ainsi que le Planciusbuurt.
Le quartier constitue une petite ville en lui-même, et constitue un endroit privilégié de promenade, (qui figurait déjà dans une prose de Joannes Antonides van der Goes baptisée de Ystroom en 1671), et qui accueille aujourd'hui le tournage de nombreux films. Depuis l'origine du quartier, les Westelijke Eilanden accueillent également des entrepôts ainsi que des chantiers navals. Ces derniers sont représentatifs de l'atmosphère des îles, qui couplent habitations et chantiers.